# Комплекс Школьникова
Комплекс Шко́льникова — комплекс будинків в Черкасах, збудований єврейським купцем Школьниковим в XIX столітті.
Комплекс із трьох старовинних будинків знаходиться навпроти дитячого парку на вулиці Хрещатик. На фронтоні головного будинку видніються лише дві цифри — «18…», тож встановити точний рік спорудження неможливо. Історики вважають власником цих будинків єврейського купця першої гільдії Школьникова. Із головним будинком аркою з'єднані ще бічні два — збудовані у 1901 та 1909 роках відповідно. Тут розміщувалися радянські установи, жили родини офіцерів. Під час окупації Черкас у роки Другої Світової війни у будинках розміщувались німецькі установи. Потім будинки заселили черкасці, які живуть тут і нині. А в правому будинку (будинок № 191) комплексу розміщене обласне управління ЖКГ.

## Галерея

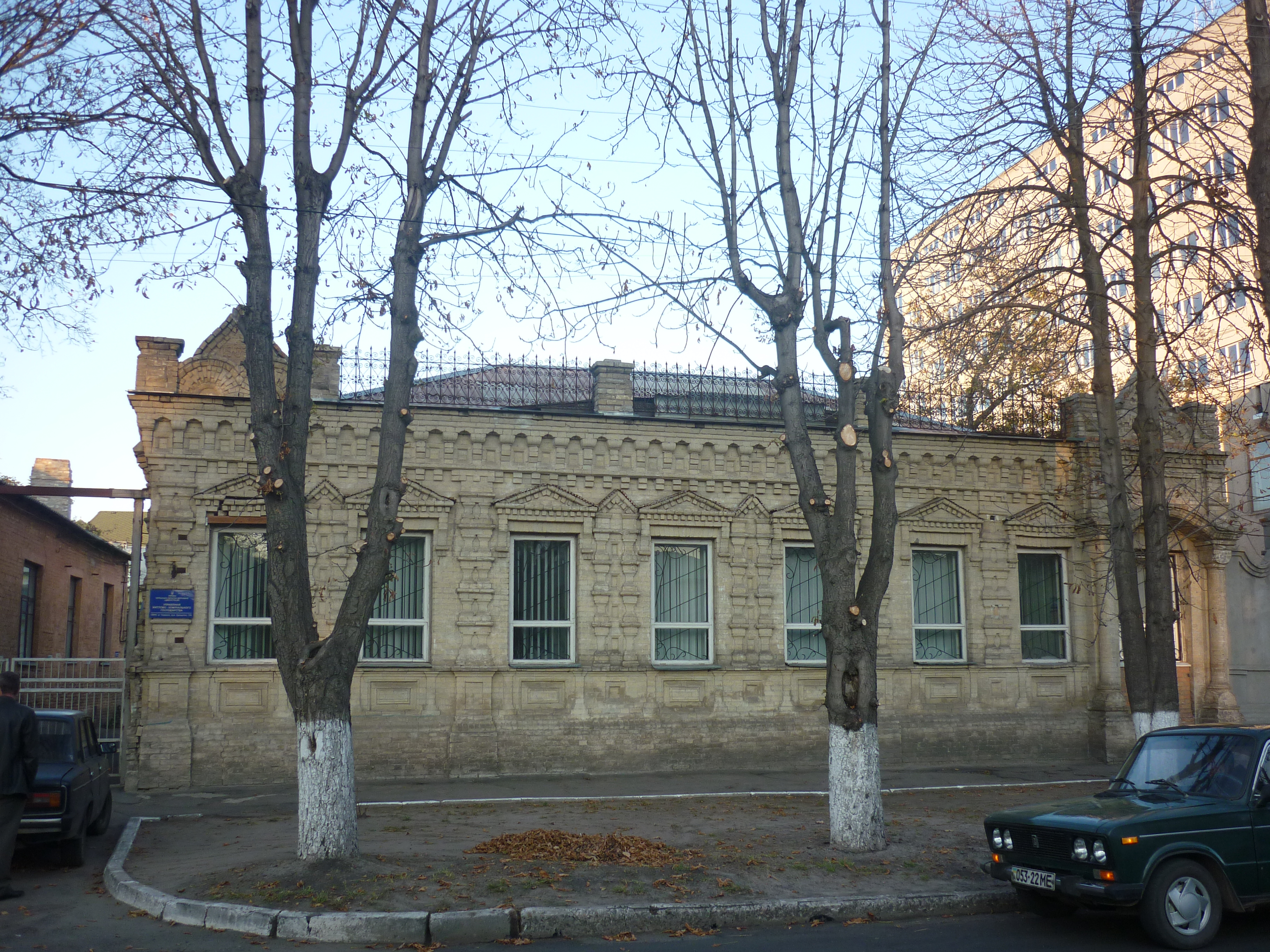
Правий третій корпус
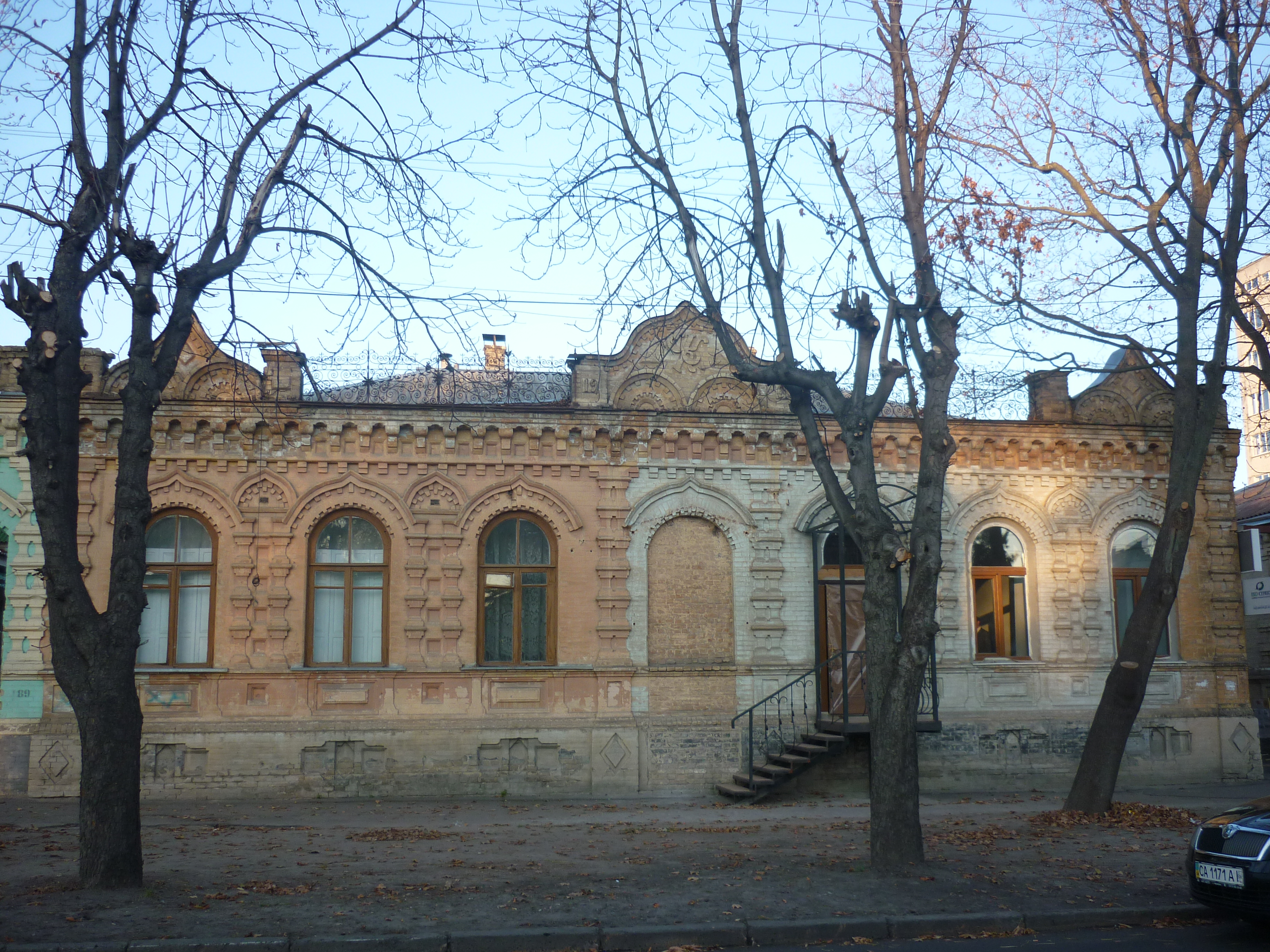
Середній перший корпус
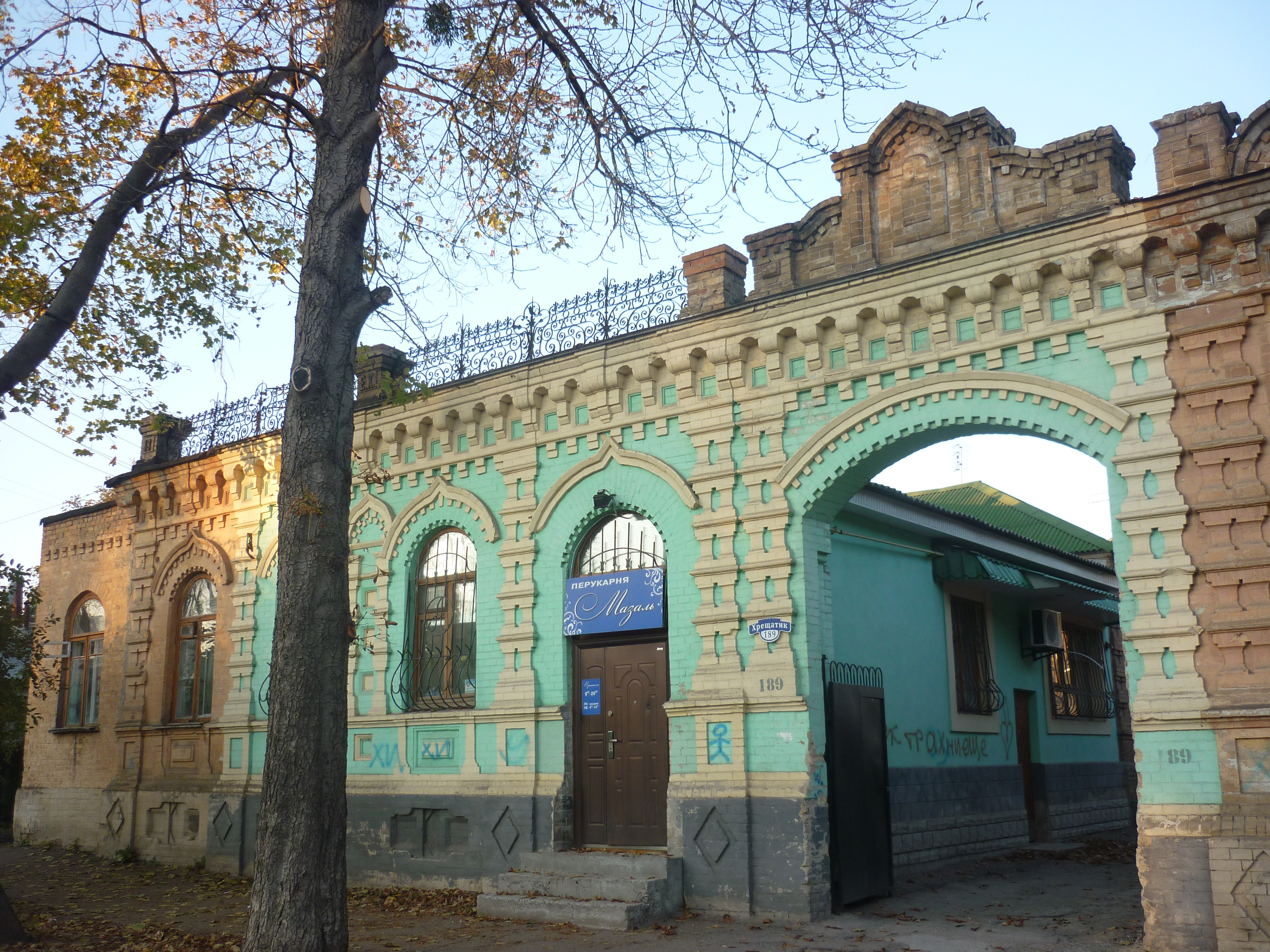
Лівий другий корпус

### Дивись також
- Будинок Школьникова